# Opfertshofen
Opfertshofen is een plaats en voormalige gemeente in het Zwitserse kanton Schaffhausen.
Opfertshofen telt 132 inwoners. Op 1 januari 2009 werd Opfertshofen opgenomen in de gemeente Thayngen.

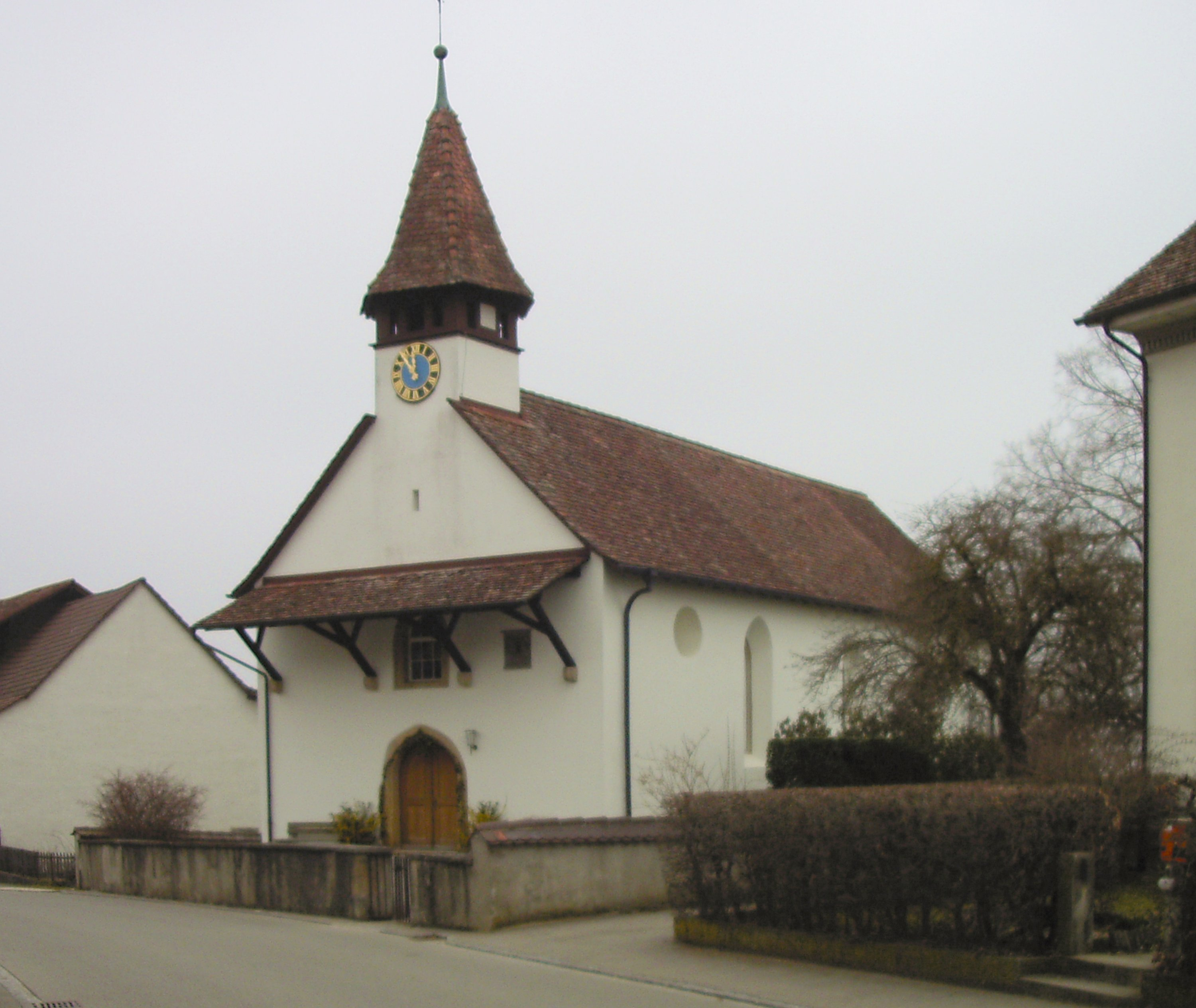
Gereformeerde kerk van Opfertshofen